# 津上駅

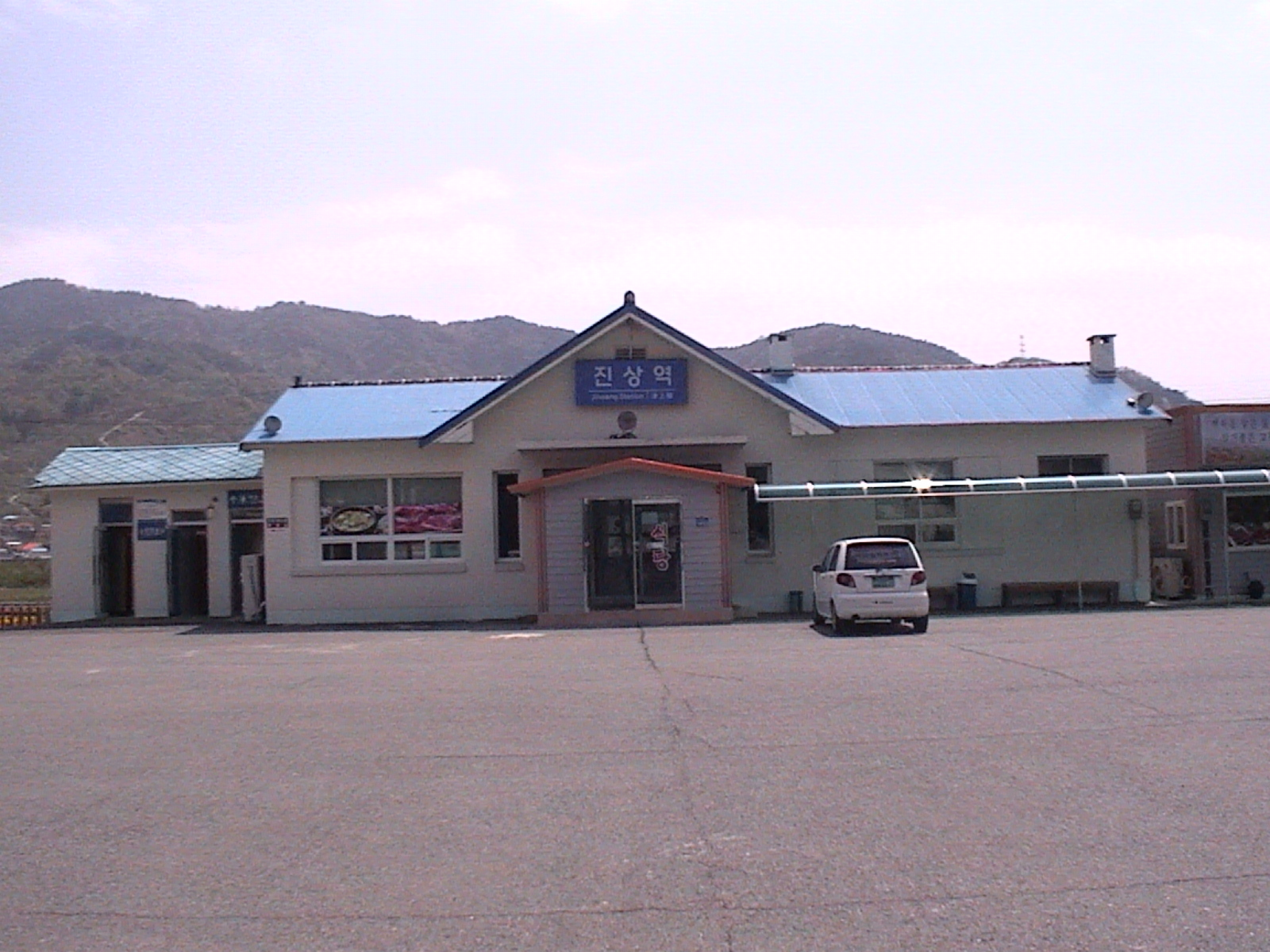
旧駅舎(2010年5月)

津上駅 （チンサンえき）は、大韓民国全羅南道光陽市にある、韓国鉄道公社の駅である。

## 利用可能な路線
- 韓国鉄道公社
  - 慶全線

## 駅構造
- 2面2線の地上駅。

## 歴史
- 1968年2月7日：開業[1]。
- 2016年7月14日：晋州駅 - 光陽駅間の複線新線51.5kmが完成[2]。

## 隣の駅
慶全線
河東駅 - 津上駅 - 光陽駅